# Hold Me Closer (Elton John & Britney Spears)
Hold Me Closer is een nummer van de Britse zanger Elton John en de Amerikaanse zangeres Britney Spears. Het nummer werd als single uitgebracht op 26 augustus 2022 via EMI Records en Mercury Records. Het nummer combineert elementen uit Johns nummers "Tiny Dancer" (1971), "The One" (1992) en "Don't Go Breaking My Heart" (1976).
Het nummer werd op 26 augustus 2022 gekozen als Alarmschijf door Qmusic. Op 3 september 2022 kwam het nummer binnen in de Nederlandse Top 40 en de Vlaamse Ultratop 50. Op 27 september 2022 verscheen de officiële videoclip van "Hold Me Closer".

## Hitnoteringen

### Nederlandse Top 40
| Hitnotering: 03-09-2022 t/m 14-01-2023 | Hitnotering: 03-09-2022 t/m 14-01-2023 | Hitnotering: 03-09-2022 t/m 14-01-2023 | Hitnotering: 03-09-2022 t/m 14-01-2023 | Hitnotering: 03-09-2022 t/m 14-01-2023 | Hitnotering: 03-09-2022 t/m 14-01-2023 | Hitnotering: 03-09-2022 t/m 14-01-2023 | Hitnotering: 03-09-2022 t/m 14-01-2023 | Hitnotering: 03-09-2022 t/m 14-01-2023 | Hitnotering: 03-09-2022 t/m 14-01-2023 | Hitnotering: 03-09-2022 t/m 14-01-2023 | Hitnotering: 03-09-2022 t/m 14-01-2023 | Hitnotering: 03-09-2022 t/m 14-01-2023 | Hitnotering: 03-09-2022 t/m 14-01-2023 | Hitnotering: 03-09-2022 t/m 14-01-2023 | Hitnotering: 03-09-2022 t/m 14-01-2023 | Hitnotering: 03-09-2022 t/m 14-01-2023 | Hitnotering: 03-09-2022 t/m 14-01-2023 | Hitnotering: 03-09-2022 t/m 14-01-2023 | Hitnotering: 03-09-2022 t/m 14-01-2023 | Hitnotering: 03-09-2022 t/m 14-01-2023 | Hitnotering: 03-09-2022 t/m 14-01-2023 |
| Week:                                  | 1                                      | 2                                      | 3                                      | 4                                      | 5                                      | 6                                      | 7                                      | 8                                      | 9                                      | 10                                     | 11                                     | 12                                     | 13                                     | 14                                     | 15                                     | 16                                     | 17                                     | 18                                     | 19                                     | 20                                     |                                        |
| -------------------------------------- | -------------------------------------- | -------------------------------------- | -------------------------------------- | -------------------------------------- | -------------------------------------- | -------------------------------------- | -------------------------------------- | -------------------------------------- | -------------------------------------- | -------------------------------------- | -------------------------------------- | -------------------------------------- | -------------------------------------- | -------------------------------------- | -------------------------------------- | -------------------------------------- | -------------------------------------- | -------------------------------------- | -------------------------------------- | -------------------------------------- | -------------------------------------- |
| Positie:                               | 30                                     | 22                                     | 19                                     | 15                                     | 12                                     | 12                                     | 12                                     | 12                                     | 14                                     | 18                                     | 18                                     | 11                                     | 10                                     | 14                                     | 18                                     | 21                                     | 26                                     | 32                                     | 33                                     | 39                                     |                                        |
| Week:                                  |                                        |                                        |                                        |                                        |                                        |                                        |                                        |                                        |                                        |                                        |                                        |                                        |                                        |                                        |                                        |                                        |                                        |                                        |                                        |                                        |                                        |
| Positie:                               | uit                                    |                                        |                                        |                                        |                                        |                                        |                                        |                                        |                                        |                                        |                                        |                                        |                                        |                                        |                                        |                                        |                                        |                                        |                                        |                                        |                                        |

### Vlaamse Ultratop 50
| Hitnotering: 03-09-2022 t/m heden | Hitnotering: 03-09-2022 t/m heden | Hitnotering: 03-09-2022 t/m heden | Hitnotering: 03-09-2022 t/m heden | Hitnotering: 03-09-2022 t/m heden | Hitnotering: 03-09-2022 t/m heden | Hitnotering: 03-09-2022 t/m heden | Hitnotering: 03-09-2022 t/m heden | Hitnotering: 03-09-2022 t/m heden | Hitnotering: 03-09-2022 t/m heden | Hitnotering: 03-09-2022 t/m heden | Hitnotering: 03-09-2022 t/m heden | Hitnotering: 03-09-2022 t/m heden | Hitnotering: 03-09-2022 t/m heden | Hitnotering: 03-09-2022 t/m heden | Hitnotering: 03-09-2022 t/m heden | Hitnotering: 03-09-2022 t/m heden | Hitnotering: 03-09-2022 t/m heden | Hitnotering: 03-09-2022 t/m heden | Hitnotering: 03-09-2022 t/m heden | Hitnotering: 03-09-2022 t/m heden | Hitnotering: 03-09-2022 t/m heden |
| Week:                             | 1                                 | 2                                 | 3                                 | 4                                 | 5                                 | 6                                 | 7                                 | 8                                 | 9                                 | 10                                | 11                                | 12                                | 13                                | 14                                | 15                                | 16                                | 17                                | 18                                | 19                                | 20                                |                                   |
| --------------------------------- | --------------------------------- | --------------------------------- | --------------------------------- | --------------------------------- | --------------------------------- | --------------------------------- | --------------------------------- | --------------------------------- | --------------------------------- | --------------------------------- | --------------------------------- | --------------------------------- | --------------------------------- | --------------------------------- | --------------------------------- | --------------------------------- | --------------------------------- | --------------------------------- | --------------------------------- | --------------------------------- | --------------------------------- |
| Positie:                          | 5                                 | 7                                 | 13                                | 7                                 | 5                                 | 6                                 | 6                                 | 5                                 | 6                                 | 5                                 | 7                                 | 10                                | 6                                 | 15                                | 20                                | 21                                | 20                                | 34                                | 24                                | 18                                |                                   |
| Week:                             | 21                                | 22                                | 23                                | 24                                | 25                                |                                   |                                   |                                   |                                   |                                   |                                   |                                   |                                   |                                   |                                   |                                   |                                   |                                   |                                   |                                   |                                   |
| Positie:                          | 22                                | 25                                | 22                                | 44                                | 35                                |                                   |                                   |                                   |                                   |                                   |                                   |                                   |                                   |                                   |                                   |                                   |                                   |                                   |                                   |                                   |                                   |

## Prijzen en nominaties
| Jaar | Prijs                 | Categorie                                | Resultaat   |
| ---- | --------------------- | ---------------------------------------- | ----------- |
| 2022 | NRJ Music Award       | Internationale samenwerking van het jaar | Genomineerd |
| 2022 | People's Choice Award | Het samenwerkingslied van 2022           | Genomineerd |